# Mannen med järnmasken (film, 1939)
Mannen med järnmasken är en amerikansk äventyrsfilm från 1939 i regi av James Whale. Den är en av många filmatiseringar av Alexandre Dumas historier om De tre musketörerna och legenden om mannen med järnmasken.

## Rollista
- Louis Hayward - Louis XIV / Philippe
- Joan Bennett - Maria Theresa
- Warren William - D'Artagnan
- Joseph Schildkraut - Fouquet
- Alan Hale - Porthos
- Walter Kingsford - Colbert
- Miles Mander - Aramis
- Bert Roach - Athos
- Marion Martin - Mlle. de la Valliere
- Montagu Love - spanske ambassadören
- Doris Kenyon - drottning Anne
- Albert Dekker - Louis XIII